# ¡Muuu!
"¡Muuu!" ("Muh!") es una fábula del novelista y guionista alemán David Safier, publicada en 2012. En España ha sido publicada en el 2013. 

## Argumento
Lolle es una vaca que reside en una granja del norte de Alemania. Dos desafortunados sucesos hacen que se replantee su vida: su amado, el toro Champion, la engaña con la vaca Susi; y la granja va a ser cerrada dentro de muy poco tiempo. Un día, un gato italiano le da esperanzas, diciéndole que en la India hay completa libertad para las vacas. Esperanzada, decide huir una noche con un par de vacas hacia esa lejana tierra.
- Datos: Q16651423